# Kanton Cosne-Cours-sur-Loire-Sud
Cosne-Cours-sur-Loire-Sud is een voormalig kanton van het Franse departement Nièvre. Het kanton maakte deel uit van het arrondissement Cosne-Cours-sur-Loire. 
Het werd opgeheven bij decreet van 18 februari 2014 met uitwerking op 22 maart 2015.

## Gemeenten
Het kanton Cosne-Cours-sur-Loire-Sud omvatte de volgende gemeenten:
- Alligny-Cosne
- Cosne-Cours-sur-Loire (deels, hoofdplaats)
- Pougny
- Saint-Loup
- Saint-Père